# Donna Nook
Donna Nook är en udde i Storbritannien.   Den ligger i grevskapet Lincolnshire och riksdelen England, i den sydöstra delen av landet, 220 km norr om huvudstaden London.
Terrängen inåt land är mycket platt. Havet är nära Donna Nook åt nordost. Närmaste större samhälle är Grimsby, 17,5 km nordväst om Donna Nook. 